# Дума, Зиновий Евгеньевич
Зино́вий Евге́ньевич Ду́ма (укр. Зіновій Євгенович Дума; род. 28 февраля 1956, Арламовская Воля=) — украинский государственный деятель, депутат Верховной Рады Украины I созыва (1990—1994).

## Биография
Родился 28 февраля 1956 года в селе Арламовская Воля.
Окончил исторический факультет Львовского государственного университета имени Франко.
После окончания университета работал учителем, с 1980 года был сотрудником Ивано-Франковского краеведческого музея.
С 1989 года был членом краевой организации Народного руха Украины
4 марта 1990 года в ходе первых альтернативных парламентских выборов в Украинской ССР был избран народным депутатом Верховного совета Украинской ССР XII созыва (в дальнейшем — Верховной рады Украины I созыва) от Надворнянского избирательного округа № 202 Ивано-Франковской области, набрал 59,98 % голосов среди 10 депутатов. В парламенте входил во фракцию «Народная рада», фракции Народного руха Украины и Конгресса национально-демократических сил. Являлся главой подкомиссии по делам религий и межконфессиональных отношений Комиссии по делам культуры и духовного возрождения. Срок депутатских полномочий истёк 10 мая 1994 года.
В дальнейшем стал членом Социалистической партии Украины. В 2002 году был кандидатом в депутаты Ивано-Франковского областного совета по избирательному округу № 16, избран не был. На президентских выборах 2004 года был доверенным лицом Василия Волги.
Женат, имеет двоих детей.